# العلاقات الإندونيسية الليختنشتانية
العلاقات الإندونيسية الليختنشتانية هي العلاقات الثنائية التي تجمع بين إندونيسيا وليختنشتاين.

## مقارنة بين البلدين
هذه مقارنة عامة ومرجعية للدولتين:
| وجه المقارنة                                              | إندونيسيا         | ليختنشتاين                                 |
| --------------------------------------------------------- | ----------------- | ------------------------------------------ |
| المساحة (كم2)                                             | 1.90 مليون        | 16                                         |
| عدد السكان (نسمة)                                         | 263.99 مليون      | 37.47 ألف                                  |
| الكثافة السكانية (ن./كم²)                                 | 138.94            | 234.19 ألف                                 |
| العاصمة                                                   | جاكرتا            | فادوتس                                     |
| اللغة الرسمية                                             | اللغة الإندونيسية | اللغة الألمانية                            |
| العملة                                                    | روبية إندونيسية   | فرنك سويسري                                |
| الناتج المحلي الإجمالي (بليون دولار)                      | 1.02 تريليون      | 6.29 مليار                                 |
| الناتج المحلي الإجمالي (تعادل القوة الشرائية) بليون دولار | 2.85 تريليون      |                                            |
| الناتج المحلي الإجمالي الاسمي للفرد دولار أمريكي          | 3.35 ألف          |                                            |
| الناتج المحلي الإجمالي للفرد دولار أمريكي                 | 10.52 ألف         |                                            |
| مؤشر التنمية البشرية                                      | 0.684             | 0.908                                      |
| رمز المكالمات الدولي                                      | +62               | +423                                       |
| رمز الإنترنت                                              | .id               | .li                                        |
| المنطقة الزمنية                                           |                   | توقيت وسط أوروبا، ت ع م+01:00، ت ع م+02:00 |

## منظمات دولية مشتركة
يشترك البلدان في عضوية مجموعة من المنظمات الدولية، منها:
| علم المنظمة | اسم المنظمة                   | تاريخ انضمام إندونيسيا | تاريخ انضمام ليختنشتاين |
| ----------- | ----------------------------- | ---------------------- | ----------------------- |
|             | الاتحاد البريدي العالمي       | ?                      | ?                       |
|             | الاتحاد الدولي للاتصالات      | 1949                   | 25 يوليو 1963           |
|             | منظمة حظر الأسلحة الكيميائية  | ?                      | ?                       |
|             | منظمة التجارة العالمية        | ?                      | ?                       |
|             | منظمة الشرطة الجنائية الدولية | 5 أكتوبر 1954          | ?                       |
|             | الأمم المتحدة                 | 28 سبتمبر 1950         | 18 سبتمبر 1990          |

## وصلات خارجية
- موقع وزارة الخارجية الإندونيسية